# Sarah Nichilo-Rosso
Sarah Nichilo-Rosso (ur. 22 października 1976) – francuska judoczka. Dwukrotna olimpijka. Zajęła piąte miejsce w Atlancie 1996 i siódma w Sydney 2000. Walczyła w wadze ekstralekkiej.
Brązowa medalistka mistrzostw świata w 1999; siódma w 2001. Druga w drużynie w 1998. Startowała w Pucharze Świata w latach 1993, 1995, 1996, 1998-2001. Mistrzyni Europy w 1998 i 1999; trzecia w 2000, a także zdobyła cztery medale w drużynie. Trzecia na igrzyskach śródziemnomorskich w 2001. Mistrzyni Francji w 1995 i 1998 roku.

## Letnie Igrzyska Olimpijskie 1996
| Konkurencja | Eliminacje       | Eliminacje                    | Eliminacje          | Repasaże              | Repasaże                      | Finały                 | Klas. końcowa |
| Konkurencja | Przeciwnik I     | Przeciwnik II                 | 1/4                 | Przeciwnik I          | Przeciwnik II                 | o 3 miejsce            | Miejsce       |
| ----------- | ---------------- | ----------------------------- | ------------------- | --------------------- | ----------------------------- | ---------------------- | ------------- |
| 48 kg       | Li Aiyue (CHN) Z | Cao Ngọc Phương Trịnh (VIE) Z | Kye Sun-hui (PRK) P | Tamara Meijer (NED) Z | Małgorzata Roszkowska (POL) Z | Amarilis Savón (CUB) P | 5.            |

## Letnie Igrzyska Olimpijskie 2000
| Konkurencja | Eliminacje             | Repasaże               | Repasaże              | Repasaże             | Klas. końcowa |
| Konkurencja | Przeciwnik I           | Przeciwnik I           | Przeciwnik II         | Przeciwnik III       | Miejsce       |
| ----------- | ---------------------- | ---------------------- | --------------------- | -------------------- | ------------- |
| 48 kg       | Cha Hyon-hyang (PRK) P | Galina Atayeva (TKM) Z | Vanesa Arenas (ESP) Z | Zhao Shunxin (CHN) P | 7.            |